# Revaz Nadareishvili
Revaz Nadareishvili (in georgiano რევაზ ნადარეიშვილი?; Abasha, 21 giugno 1991) è un lottatore georgiano.

## Palmarès
| Anno | Manifestazione  | Sede           | Evento | Risultato | Note |
| ---- | --------------- | -------------- | ------ | --------- | ---- |
| 2016 | Giochi olimpici | Rio de Janeiro | 98 kg  | 10º       |      |
| 2017 | Mondiali        | Parigi         | 98 kg  | Bronzo    |      |